# Czochralski-proces

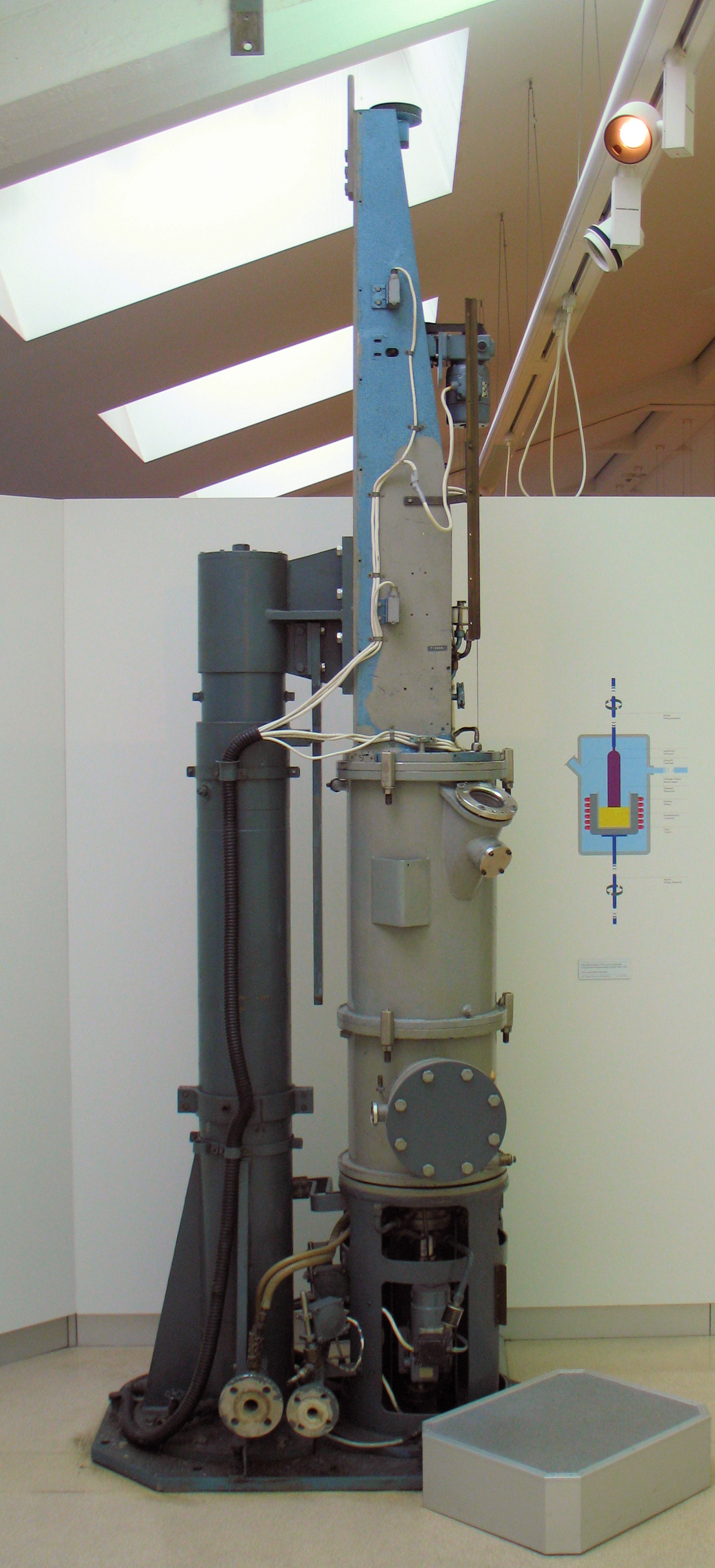
Apparaat uit 1956 om kristallen te doen groeien door middel van het Czochralski-proces

Het czochralski-proces (kortweg Cz) is een methode om kristallen te doen groeien door ze omhoog te trekken vanuit een smelt. Hierbij wordt een entkristal met een bekende kristaloriëntatie als startmateriaal gebruikt. Het proces vindt plaats in een inerte omgeving (argon-atmosfeer) in kwartsglazen smeltkroes, meestal ondersteund door verwarmingselementen van grafiet, waarbij in de smelt de gewenste dotering wordt toegevoegd.
In tegenstelling tot de floating zone-techniek (FZ) reageert de wand van de smeltkroes met de smelt, waardoor ook zuurstof (en eventueel koolstof van de verwarmingselementen) in het kristal opgenomen worden.
Het Cz-proces valt niet onder de scheikunde, maar onder de natuurkunde of techniek, aangezien de eigenschappen van de stof zelf niet veranderen. De methode is genoemd naar de bedenker ervan, de Pool Jan Czochralski.
Het czochralski-proces wordt op grote schaal toegepast om siliciumkristallen te groeien als halfgeleiders voor de elektronische industrie, om Nd:YAG-kristallen te groeien om lasers te maken, ook kristallen voor zonnecellen, voor kwartsuurwerken en dies meer.